# I liga paragwajska w piłce nożnej (2001)
Mistrzem Paragwaju został klub Cerro Porteño, natomiast wicemistrzem Paragwaju - Sportivo Luqueño.
Sezon podzielony został na dwa turnieje - Apertura i Clausura. Zwycięzcy obu turniejów mieli zmierzyć się o mistrzostwo kraju, a zwycięzca miał zdobyć tytuł mistrza, natomiast przegrany tytuł wicemistrza Paragwaju. Ponieważ w tym sezonie oba turnieje wygrał ten sam klub, konieczne było rozegranie meczu o tytuł wicemistrza kraju między wicemistrzami turniejów Apertura i Clausura.
Do turniejów międzynarodowych zakwalifikowały się następujące kluby:
- Copa Mercosur 2001: Cerro Porteño, Club Olimpia
- Copa Libertadores 2002: Cerro Porteño, 12 de Octubre Itaugua, Club Olimpia

Do drugiej ligi spadły kluby Cerro Corá Asunción i Atlético Colegiales (po barażu), a na ich miejsce awansowały Recoleta Asunción i Sport Colombia Fernando de la Mora (po barażu).

## Torneo Apertura 2001

### Apertura 1
| Data         | Mecz |
| ------------ | --- |
| 3 marca 2001 | Cerro Corá Asunción - Club Olimpia 2:5 Sergio Fernández 55, Juan Rubén López 80 - Henrique da Silva 11, Walter Escobar 28, Francisco Esteche 43, Luis Monzón 56, Tomás González 59 |
| 3 marca 2001 | Club Guaraní - 12 de Octubre Itaugua 2:2 Christian Torres 3, Edgar Gonzáles 20 - Darío Rambado 8, 26                                                                               |
| 4 marca 2001 | Atlético Colegiales - Sportivo Luqueño 2:4 Pánfilo Escobar 18s, Juan Matto 28 - Alfredo Amarilla 40, Carlos Estigarribia 76, Justo Meza 81, Christian Fatecha 83                   |
| 4 marca 2001 | Sportivo San Lorenzo - Club Sol de América 2:2 Oscar Sanabria 49, Milciades Barrios 75 - José Franco 36, Celso Valdez 56                                                           |
| 4 marca 2001 | Cerro Porteño - Club Libertad 0:1 Juan Samudio 27 |

### Apertura 2
| Data          | Mecz |
| ------------- | --- |
| 9 marca 2001  | Sportivo Luqueño - Club Guaraní 0:1 Edgar González 43 |
| 10 marca 2001 | Cerro Porteño - Sportivo San Lorenzo 5:2 Nozomi Hiroyama 49, Mauro Caballero 57, Pedrinho 69, Jorge Campos 75, Julio Colmán 86 - Milciades Barrios 7, Gustavo Funes 79               |
| 10 marca 2001 | Club Libertad - Atlético Colegiales 2:0 Gustavo Morínigo 43, Aníbal Ferreira 73 |
| 11 marca 2001 | 12 de Octubre Itaugua - Cerro Corá Asunción 0:3 Sergio Fernández 28, 76, Brigido Borja 74                                                                                            |
| 11 marca 2001 | Club Olimpia - Club Sol de América 5:3 Francisco Esteche 10, Felix Torres 15, 36, Gabriel González 41, Orlando Maturana 54 - Juan C Franco 65s, Hugo Centurión 73k, Felix Alvarez 80 |

### Apertura 3
| Data          | Mecz |
| ------------- | --- |
| 17 marca 2001 | Sportivo San Lorenzo - Club Olimpia 1:2 Mariano Britez 13 - Wálter Escobar 73, Gilberto Palacios 90                      |
| 18 marca 2001 | Club Sol de América - 12 de Octubre Itaugua 3:2 Edgar Correa 24, 67, Julio Freire 69 - Ever Martinez 12, Luis Escobar 86 |
| 18 marca 2001 | Cerro Corá Asunción - Sportivo Luqueño 1:2 Sergio Fernández 46 - Osvaldo Cohener 19, Alfredo Amarilla 75                 |
| 18 marca 2001 | Atlético Colegiales - Cerro Porteño 1:4 Edgar Denis 42k - Juan Matto 2s, Virgilio Ferreira 13, 38, Jorge Campos 74       |
| 18 marca 2001 | Club Guaraní - Club Libertad 0:1 Daniel Sanabria 18                                                                      |

### Apertura 4
| Data            | Mecz |
| --------------- | --- |
| 31 marca 2001   | Cerro Porteño - Club Guaraní 1:2 Virgilio Ferreira 29 - Néstor Isasi 10, Gustavo Cańete 43                                         |
| 1 kwietnia 2001 | Atlético Colegiales - Sportivo San Lorenzo 2:1 Edgar Denis 9, 27 - Mariano Brítez 34                                               |
| 1 kwietnia 2001 | 12 de Octubre Itaugua - Club Olimpia 0:1 Félix Torres 11                                                                           |
| 1 kwietnia 2001 | Sportivo Luqueño - Club Sol de América 3:0 Pánfilo Escobar 23, Néstor Bénitez 46, Carlos Estigarribia 85                           |
| 1 kwietnia 2001 | Club Libertad - Cerro Corá Asunción 4:1 Carlos Villagra 5, Raúl Román 54, Edgar Robles 75, Julio Villagra 87 - Miguel Domínguez 90 |

### Apertura 5
| Data            | Mecz |
| --------------- | --- |
| 7 kwietnia 2001 | Cerro Corá Asunción - Cerro Porteño 1:1 Javier González 7 - Néstor Cáceres 52                                                              |
| 7 kwietnia 2001 | Club Sol de América - Club Libertad 2:2 Hugo Centurió 42, Nicolás Tintel 92 - Juan Samudio 8, Carlos Villagra 80                           |
| 8 kwietnia 2001 | Club Olimpia - Sportivo Luqueño 1:4 Walter Escobar 86; César Cáceres Cańete 13, Osvaldo Cohener 49, Alfredo Amarilla 67, Arístides Masi 82 |
| 8 kwietnia 2001 | Club Guaraní - Atlético Colegiales 2:1 Edgar González 57, Juan C. Parra 62 - Celso González Ferreira 86s                                   |
| 8 kwietnia 2001 | Sportivo San Lorenzo - 12 Octubre 2:2 Milciades Barrios 35k, 53 - Luis Paredes 30, Marcial Garay 47                                        |

### Apertura 6
| Data             | Mecz |
| ---------------- | --- |
| 14 kwietnia 2001 | Club Guaraní - Sportivo San Lorenzo 1:0 Dario Verón 71                                                     |
| 14 kwietnia 2001 | Cerro Porteño - Club Sol de América 0:1 Luis Freyre 80                                                     |
| 15 kwietnia 2001 | Atlético Colegiales - Cerro Corá Asunción 0:0                                                              |
| 15 kwietnia 2001 | Sportivo Luqueño - 12 Octubre 4:2 Leandro 53, Cohener 56, Estigarribia 61, Masi 92 - Marcial Garay 13, 59k |
| 15 kwietnia 2001 | Club Libertad - Club Olimpia 1:1 Carlos Villagra 65 - Orlando Maturana 47                                  |

### Apertura 7
| Data             | Mecz |
| ---------------- | --- |
| 27 kwietnia 2001 | Club Libertad - 12 de Octubre Itaugua 1:0 Juan J. Gómez 7 |
| 28 kwietnia 2001 | Club Sol de América - Atlético Colegiales 0:1 Raúl Duclo 90 |
| 28 kwietnia 2001 | Club Olimpia - Cerro Porteño 1:1 Gabriel González 68 - Virgilio Ferreira 87                                                                                                 |
| 29 kwietnia 2001 | Sportivo San Lorenzo - Sportivo Luqueño 1:5 Mariano Brítez 46 - Carlos Estigarribia 17, Pánfilo Escobar 34, Alfredo Amarilla 45, César Cáceres Cańete 74, Arístides Masi 88 |
| 29 kwietnia 2001 | Cerro Corá Asunción - Club Guaraní 0:2 Nery Ortiz, Javier Fernández |

### Apertura 8
| Data        | Mecz |
| ----------- | --- |
| 5 maja 2001 | Cerro Corá Asunción - Sportivo San Lorenzo 4:2 Sergio Fernández 45, 63, 85, Javier González 91 - Marcelo Rojas 28, Luciano Ojeda 55       |
| 5 maja 2001 | Atlético Colegiales - Club Olimpia 1:3 Miguel Chamorro 6 - Gabriel González 7, Walter Escobar 43, Juan Carlos Franco 65                   |
| 6 maja 2001 | Club Libertad - Sportivo Luqueño 4:2 Gustavo Morínigo 7, Carlos Villagra 70, 90, Hugo Ovelar 76 - Alfredo Amarilla 22, Osvaldo Cohener 61 |
| 6 maja 2001 | Club Guaraní - Club Sol de América 2:2 Harles Bourdier 36, 67k - Troadio Duarte 55, Hugo Centurión 71k                                    |
| 6 maja 2001 | Cerro Porteño - 12 de Octubre Itaugua 3:2 Mauro Caballero 1, 60, Edgar Balbuena 8 - Freddy Bareiro 31, 38                                 |

### Apertura 9
| Data         | Mecz |
| ------------ | --- |
| 12 maja 2001 | Sportivo Luqueño - Cerro Porteño 2:2 Carlos C. Estigarribia 10, Osvaldo Cohener 35 - Santiago Salcedo 54, Aldo Jara 92 |
| 13 maja 2001 | Club Olimpia - Club Guaraní 2:2 Walter Escobar 37, 65 - Nery Ortiz 11, 42                                              |
| 13 maja 2001 | 12 de Octubre Itaugua - Atlético Colegiales 1:1 Víctor H. Avalos 60 - Gustavo Sotelo 35                                |
| 13 maja 2001 | Sportivo San Lorenzo - Club Libertad 2:0 Ibarra 17, Sanabria 33                                                        |
| 13 maja 2001 | Club Sol de América - Cerro Corá Asunción 1:1 José Franco 29 - Javier González 20                                      |

### Tabela fazy ligowej Apertura 2001
| Poz | Klub                  | Mecze | Zw | Rem | Por | Pkt | BrZd | BrStr |
| --- | --------------------- | ----- | -- | --- | --- | --- | ---- | ----- |
| 1   | Club Libertad         | 9     | 6  | 2   | 1   | 20  | 16   | 8     |
| 2   | Sportivo Luqueño      | 9     | 6  | 1   | 2   | 19  | 26   | 14    |
| 3   | Club Olimpia          | 9     | 5  | 3   | 1   | 18  | 21   | 15    |
| 4   | Club Guaraní          | 9     | 5  | 3   | 1   | 18  | 14   | 9     |
| 5   | Cerro Porteño         | 9     | 3  | 3   | 3   | 12  | 17   | 13    |
| 6   | Club Sol de América   | 9     | 2  | 4   | 3   | 10  | 14   | 18    |
| 7   | Cerro Corá Asunción   | 9     | 2  | 3   | 4   | 9   | 13   | 17    |
| 8   | Atlético Colegiales   | 9     | 2  | 2   | 5   | 8   | 9    | 17    |
| 9   | Sportivo San Lorenzo  | 9     | 1  | 2   | 6   | 5   | 13   | 23    |
| 10  | 12 de Octubre Itaugua | 9     | 0  | 3   | 6   | 3   | 11   | 20    |

### 1/4 finału
| Data         | Mecz |
| ------------ | --- |
| 18 maja 2001 | Atlético Colegiales - Club Libertad 1:1 Villalba 79 - Robles 44 |
| 19 maja 2001 | Club Sol de América - Club Olimpia 1:2 Centurión 67 - Esteche 34, 75k |
| 20 maja 2001 | Club Guaraní - Cerro Porteño 0:2 C. Ramírez 10 - M. Caballero 60 |
| 20 maja 2001 | Cerro Corá Asunción - Sportivo Luqueño 0:1 Masi 55k |
| 25 maja 2001 | Club Olimpia - Club Sol de América 1:0 Francisco Esteche 9k Awans: Club Olimpia |
| 26 maja 2001 | Cerro Porteño - Club Guaraní 1:2 César Ramírez 29 - Julio González 21k, Nestor Espínoza 43 Awans: Cerro Porteño                                                                    |
| 27 maja 2001 | Sportivo Luqueño - Cerro Corá Asunción 4:3 Carlos Estigarribia 26, Arístides Masi 51k, 67, 80 - Sergio Fernández 11, Lidio Benítez 58s, Rodrigo Mendoza 74 Awans: Sportivo Luqueño |
| 27 maja 2001 | Club Libertad - Atlético Colegiales 1:1 Daniel Sanabria 44 - Gustavo Sotelo 43 Awans: Club Libertad                                                                                |

### 1/2 finału
| Data            | Mecz |
| --------------- | --- |
| 5 czerwca 2001  | Club Libertad - Cerro Porteño 0:1 Virgilio Ramírez 43                                                            |
| 6 czerwca 2001  | Club Olimpia - Sportivo Luqueño 0:0                                                                              |
| 10 czerwca 2001 | Cerro Porteño - Club Libertad 2:1 César Ramírez 70, Mauro Caballero 90 - Gustavo Morinigo 5 Awans: Cerro Porteño |
| 10 czerwca 2001 | Sportivo Luqueño - Club Olimpia 2:0 Isidro Candia 27, Leandro 90 Awans: Sportivo Luqueño                         |

### Finał
| Data            | Mecz |
| --------------- | --- |
| 16 czerwca 2001 | Cerro Porteño - Sportivo Luqueño 3:0 Leonardo 17k, Lidio Benítez 82s, Virgilio Ferreira 89 mecz rozegrany został w Ciudad del Este |
| 24 czerwca 2001 | Sportivo Luqueño - Cerro Porteño 1:3 Alfredo Amarilla 4 - Juan Daniel Cáceres 63, Mauro Caballero 82, Virgilio Ferreira 93         |

Zwycięzcą turnieju Apertura w roku 2001 został klub Cerro Porteño.

## Torneo Clausura 2001

### Clausura 1
| Data            | Mecz |
| --------------- | --- |
| 3 sierpnia 2001 | Club Olimpia - Cerro Corá Asunción 0:4 Kevin Diaz 14, Carlos Alberto González 35k, Edgar Aguilera 59, Eumelio Palacios 88 |
| 5 sierpnia 2001 | Club Libertad - Cerro Porteño 1:1 Sergio Fernández - Francisco Ferreira                                                   |
| 5 sierpnia 2001 | Sp. Sportivo Luqueño - Atletico Atlético Colegiales 2:1 Pedro Benítez 65, Leandro 85 - Enrique Saucedo 4                  |
| 5 sierpnia 2001 | Club Sol de América - Sportivo Sportivo San Lorenzo 1:2 Hugo Centurión 83k - Gerardo Traverso 1, 65                       |
| 5 sierpnia 2001 | 12 de Octubre Itaugua - Club Guaraní 1:0 Victor Hugo Avalos 45                                                            |

### Clausura 2
| Data             | Mecz                                                                                         |
| ---------------- | -------------------------------------------------------------------------------------------- |
| 8 sierpnia 2001  | Atlético Colegiales - Club Libertad 0:0                                                      |
| 9 sierpnia 2001  | Club Sol de América - Club Olimpia 1:0 José Franco 33                                        |
| 9 sierpnia 2001  | Cerro Corá Asunción - 12 de octubre 2:1 Eumelio Palacios 30, Carlos González - Edgar Baez 52 |
| 10 sierpnia 2001 | Sportivo San Lorenzo - Cerro Porteño 0:1 Nozomi Hiroyama                                     |
| 12 sierpnia 2001 | Club Guaraní - Sportivo Luqueño 1:1 Alcides Rodas - Isidro Candia                            |

### Clausura 3
| Data             | Mecz                                                                                            |
| ---------------- | ----------------------------------------------------------------------------------------------- |
| 17 sierpnia 2001 | Club Olimpia - Sportivo San Lorenzo 1:0 Carlos Estigarribia                                     |
| 17 sierpnia 2001 | Cerro Porteño - Atlético Colegiales 1:0 Walter Fretes                                           |
| 18 sierpnia 2001 | Sp. Sportivo Luqueño - Cerro Corá Asunción 3:0 Edgar Denis, Osvaldo Cohener 2                   |
| 18 sierpnia 2001 | Club Libertad - Club Guaraní 0:1 Nery Ortiz                                                     |
| 18 sierpnia 2001 | 12 de Octubre Itaugua - Club Sol de América 2:3 Edgar Baez, Richard Gomez - ?, Rojas, Centurión |

### Clausura 4
| Data             | Mecz                                                                                               |
| ---------------- | -------------------------------------------------------------------------------------------------- |
| 25 sierpnia 2001 | Club Guaraní - Cerro Porteño 0:1 Francisco Ferreira 80                                             |
| 26 sierpnia 2001 | Club Olimpia - 12 de Octubre Itaugua 0:0                                                           |
| 26 sierpnia 2001 | Cerro Corá Asunción - Club Libertad 0:0                                                            |
| 26 sierpnia 2001 | Sportivo San Lorenzo - Atlético Colegiales 4:0 Gerardo Traverso 15, ?, Luis Peńa 56, Gilerto Funes |
| 26 sierpnia 2001 | Club Sol de América - Sportivo Sportivo Luqueño 1:1 Arístides Rojas - Miguel Acosta                |

### Clausura 5
| Data             | Mecz |
| ---------------- | --- |
| 29 sierpnia 2001 | Club Libertad - Club Sol de América 1:1 Williamis de Souza 14 - Aristides Rojas 41 |
| 31 sierpnia 2001 | Cerro Porteño - Cerro Corá Asunción 4:1 Francisco Ferreira 2, 71, 80, Virgilio Ferreira 66 - Eumelio Palacios 24                                                                        |
| 31 sierpnia 2001 | Sportivo Luqueño - Club Olimpia 2:1 Pedro Benitez 2, Edgar Denis 27 - Walter Escobar 33 mecz przerwany został w 67 minucie po tym, jak Gabriel Gonzalez zaatakował sędziego Benito Lugo |
| 2 września 2001  | Atlético Colegiales - Club Guaraní 1:0 Benigno Estigarribia 28 |
| 2 września 2001  | 12 de Octubre Itaugua - Sportivo San Lorenzo 3:0 Freddy Bareiro 1, Aniceto Rivas 79, Raul Arviniagaldez 92                                                                              |

### Clausura 6
| Data            | Mecz |
| --------------- | --- |
| 7 września 2001 | Club Sol de América - Cerro Porteño 1:4 Carlos Goroso - César Ramírez (2), Julio Meza, Guido Alvarenga             |
| 9 września 2001 | Sportivo San Lorenzo - Club Guaraní 2:0 Ańazco 54, Luis Amarilla 82                                                |
| 9 września 2001 | Cerro Corá Asunción - Atlético Colegiales 2:2 Juan López, Carlos González - Enrique Saucedo 90, 92                 |
| 9 września 2001 | 12 Octubre - Sportivo Luqueño 4:1 Derlis González, Freddy Bareiro 53, Raul Arviniagaldez, Avalos - Oswaldo Cohener |
| 9 września 2001 | Club Olimpia - Club Libertad 0:1 Edgar Robles 80                                                                   |

### Clausura 7
| Data             | Mecz |
| ---------------- | --- |
| 14 września 2001 | Sportivo San Lorenzo - Sportivo Sportivo Luqueño 1:1 Oscar Sanabria 36 - Pánfilo Escobar 81                                |
| 16 września 2001 | Cerro Porteño - Club Olimpia 2:3 Nozomi Hiroyama 29, Guido Alvarenga 84pen; Luis Monzon 35, 76, Francisco Esteche 61       |
| 16 września 2001 | Club Libertad - 12 de Octubre Itaugua 3:1 Juan Samudio 31, Gustavo Morínigo 47, Mauro Caballero 80 - Raul Arviniagaldez 44 |
| 16 września 2001 | Atlético Colegiales - Club Sol de América 0:0                                                                              |
| 16 września 2001 | Club Guaraní - Cerro Corá Asunción 0:1 Javier Gonzales 33                                                                  |

### Clausura 8
| Data             | Mecz                                                                                                  |
| ---------------- | --- |
| 22 września 2001 | 12 de Octubre Itaugua - Cerro Porteño 1:0 Derlis Gonzáles 24                                          |
| 23 września 2001 | Sportivo Luqueño - Club Libertad 0:3 Mauro Caballero 61, 90, Williamis de Souza 77                    |
| 23 września 2001 | Club Olimpia - Atlético Colegiales 0:1 Enrique Saucedo 48                                             |
| 23 września 2001 | Club Sol de América - Club Guaraní 1:2 Troadio Duarte 48 - Martín Cuevas 23, Jorge Nuńez 70           |
| 23 września 2001 | Sportivo San Lorenzo - Cerro Corá Asunción 2:1 Oscar Sanabria 75k, Luis Peńa 81 - Eumelio Palacios 62 |

### Clausura 9
| Data             | Mecz |
| ---------------- | --- |
| 29 września 2001 | Cerro Porteño - Sportivo Luqueño 0:0 |
| 30 września 2001 | Atlético Colegiales - 12 de Octubre Itaugua 1:2 Gustavo Sotelo 25 - Fredy Barreiro 15, Edgar Baez 77                                                          |
| 30 września 2001 | Cerro Corá Asunción - Club Sol de América 4:2 Eumelio Palacios 40, Kevin Díaz 45, Máximo Giménez 64k, Rolando Benítez 88 - Arístides Rojas 20, José Franco 55 |
| 30 września 2001 | Club Libertad - Sportivo San Lorenzo 3:0 Mauro Caballero 72, Eber Fernández 80, Williamis de Souza 85                                                         |
| 30 września 2001 | Club Guaraní - Club Olimpia 2:1 Pablo Giménez 18, Martín Cuevas 32 - Luis Monzón 45                                                                           |

### Tabela fazy ligowej Clausura 2001
| Poz | Klub                  | Mecze | Zw | Rem | Por | Pkt | BrZd | BrStr |
| --- | --------------------- | ----- | -- | --- | --- | --- | ---- | ----- |
| 1   | Cerro Porteño         | 9     | 5  | 2   | 2   | 17  | 14   | 7     |
| 2   | Club Libertad         | 9     | 4  | 4   | 1   | 16  | 12   | 4     |
| 3   | 12 de Octubre Itaugua | 9     | 5  | 1   | 3   | 16  | 15   | 10    |
| 4   | Cerro Corá Asunción   | 9     | 4  | 2   | 3   | 14  | 15   | 14    |
| 5   | Sportivo San Lorenzo  | 9     | 4  | 1   | 4   | 13  | 11   | 11    |
| 6   | Sportivo Luqueño      | 9     | 3  | 4   | 2   | 13  | 11   | 12    |
| 7   | Club Guaraní          | 9     | 3  | 1   | 5   | 10  | 6    | 9     |
| 8   | Club Sol de América   | 9     | 2  | 3   | 4   | 9   | 11   | 16    |
| 9   | Atlético Colegiales   | 9     | 2  | 3   | 4   | 9   | 6    | 11    |
| 10  | Club Olimpia          | 9     | 2  | 1   | 6   | 7   | 6    | 13    |

### 1/4 finału
| Data                 | Mecz |
| -------------------- | --- |
| 10 października 2001 | Club Guaraní - 12 de Octubre Itaugua 2:3 Pablo Gimenez 74, Dario Veron 87s - Walter Avalos 57, Felipe Gimenez 64, Edgar Baez 80 |
| 10 października 2001 | Cerro Porteño - Club Olimpia 3:0 Sergio Aquino 19, Virgilio Ferreira 31, Francisco Ferreira 92                                  |
| 10 października 2001 | Sportivo San Lorenzo - Sportivo Luqueño 1:0 Milciades Barrios 1                                                                 |
| 11 października 2001 | Club Sol de América - Club Libertad 0:1 Sergio Fernandez 70                                                                     |
| 15 października 2001 | Club Olimpia - Cerro Porteño 0:1 Virgilio Ferreira 38 Awans: Cerro Porteño                                                      |
| 15 października 2001 | Club Sol de América - Club Libertad 2:1 Dante Lopez 53, Jose Franco 88 - Eber Fernandez 86 Awans: Club Libertad                 |
| 15 października 2001 | Sportivo Luqueño - Sportivo San Lorenzo 0:0 Awans: Sportivo San Lorenzo                                                         |
| 15 października 2001 | 12 de Octubre Itaugua - Club Guaraní 0:2 Martin Cuevas 42, David Gomez 83 Awans: Club Guaraní                                   |

### 1/2 finału
| Data                 | Mecz |
| -------------------- | --- |
| 21 października 2001 | Club Libertad - Club Guaraní 1:1 Edgar Robles 56 - Edgar González 12                                                    |
| 21 października 2001 | Sportivo San Lorenzo - Cerro Porteño 2:1 John Caballero 28, Oscar Sanabria ? - Guido Alvarenga 22                       |
| 28 października 2001 | Cerro Porteño - Sportivo San Lorenzo 3:0 Walter Fretes 26, César Ramírez 33, Francisco Ferreira 63 Awans: Cerro Porteño |
| 28 października 2001 | Club Guaraní - Club Libertad 3:0 Pablo Gimenez 17, 86, Oswaldo Diaz 90 Awans: Club Guaraní                              |

### Finał
| Data              | Mecz |
| ----------------- | --- |
| 4 listopada 2001  | Club Guaraní - Cerro Porteño 4:3 Edgar Gonzales 6, Jorge Nuńez 30, Pablo Gimenez 35, 86 - Francisco Ferreira 50, 65, 88 |
| ?? listopada 2001 | Cerro Porteño - Club Guaraní 1:0, karne 7:6 Cesar Ramirez 13                                                            |

Zwycięzcą turnieju Clausura w roku 2001 został klub Cerro Porteño.

## Campeonato Paraguay 2002
Klub Cerro Porteño jako zwycięzca turniejów Apertura i Clausura został mistrzem Paragwaju. O tytuł wicemistrza Paragwaju stoczyły walkę wicemistrz turnieju Apertura Sportivo Luqueño z wicemistrzem turnieju Clausura Club Guaraní.
| Mecz |
| --- |
| Sportivo Luqueño - Club Guaraní 2:2, karne 4:3 Victorino Peralta 53, Osvaldo Cohener 56 - Hugo Ovelar 58, Nery Ortiz 86 |

Wicemistrzem Paragwaju został klub Sportivo Luqueño.
Z powodu słabych wyników w ostatnich sezonach do drugiej ligi spadł klub Cerro Corá Asunción, a na jego miejsce awansował mistrz drugiej ligi Recoleta Asunción. Przedostatni Atlético Colegiales rozegrał baraż z wicemistrzem drugiej ligi Sport Colombia Fernando de la Mora.
| Data                 | Mecz                                                                      |
| -------------------- | ------------------------------------------------------------------------- |
| 27 października 2001 | Sport Colombia Fernando de la Mora - Atlético Colegiales 1:0 Carlos Leite |
| 4 listopada 2001     | Atlético Colegiales - Sport Colombia Fernando de la Mora 1:4              |

Klub Atlético Colegiales spadł do drugiej ligi, a na jego miejsce awansował Sport Colombia Fernando de la Mora.

## Liguilla Hexagonal Pre-Libertadores

### Kolejka 1
| Data              | Mecz |
| ----------------- | --- |
| 30 listopada 2001 | Club Olimpia - 12 de Octubre Itaugua 0:0                                                                    |
| 2 grudnia 2001    | Club Libertad - Club Guaraní 2:2 Gustavo Morínigo 46, 50 - Nery Ortiz 35, 89                                |
| 2 grudnia 2001    | Club Sol de América - Sportivo Luqueño 2:2 Nicolas Tintel 74, Christian Esquivel 80 - Osvaldo Cohener 2, 55 |

### Kolejka 2
| Data           | Mecz |
| -------------- | --- |
| 6 grudnia 2001 | Sportivo Luqueño - Club Guaraní 1:0 Alfredo Amarilla 56                                                                                                 |
| 6 grudnia 2001 | 12 de Octubre Itaugua - Club Sol de América 1:3 Richard Gomez 55k - Carlos Goroso 30, Hugo Centurión 45, José Franco 92                                 |
| 9 grudnia 2001 | Club Olimpia - Club Libertad 4:2 Richart Báez 61, Carlos Estigarribia 71, Gilberto Palacios 73, Nestor Espinoza 85 - Mauro Caballero 20, Denis Russi 42 |

### Kolejka 3
| Data            | Mecz                                                                                                |
| --------------- | --------------------------------------------------------------------------------------------------- |
| 12 grudnia 2001 | Club Sol de América - Club Guaraní 0:1 Angel Ortiz 22                                               |
| 12 grudnia 2001 | 12 de Octubre Itaugua - Club Libertad 1:0 Richard Gomez 16k                                         |
| 13 grudnia 2001 | Sportivo Luqueño - Club Olimpia 1:2 Osvaldo Cohener 24 - Diego Figueredo 10, Carlos Estigarribia 73 |

### Kolejka 4
| Data            | Mecz |
| --------------- | --- |
| 16 grudnia 2001 | Club Olimpia - Club Guaraní 0:1 Alcides Rodas 68 |
| 16 grudnia 2001 | Club Libertad - Club Sol de América 4:2 Mauro Caballero 30, Estanislao Struway 39, Gustavo Morínigo 58, Sergio Fernández 93 - Hugo Centurion 36, Jose Franco 49 |
| 16 grudnia 2001 | Sportivo Luqueño - 12 de Octubre Itaugua 1:6 José Zarza 38 - Luis Torres 10, 61, 80, Raúl Arviniagaldez 16, 65, Freddy Barreiro 50                              |

### Kolejka 5
| Data            | Mecz |
| --------------- | --- |
| 22 grudnia 2001 | Sportivo Luqueño - Club Libertad 2:3 Cesar Caceres Cańete 22, 74 - Juan Samudio 42, 47, Mauro Caballero 89 |
| 22 grudnia 2001 | Club Sol de América - Club Olimpia 1:2 Alfredo Acosta 11 - Richart Baez 44, Sergio Orteman 54              |
| 22 grudnia 2001 | 12 de Octubre Itaugua - Club Guaraní 2:0 Freddy Bareiro 13, 42                                             |

### Tabela Liguilla Hexagonal Pre-Libertadores 2001
| Poz | Klub                  | Mecze | Zw | Rem | Por | Pkt | BrZd | BrStr |
| --- | --------------------- | ----- | -- | --- | --- | --- | ---- | ----- |
| 1   | 12 de Octubre Itaugua | 5     | 3  | 1   | 1   | 10  | 10   | 4     |
| 2   | Club Olimpia          | 5     | 3  | 1   | 1   | 10  | 8    | 5     |
| 3   | Club Libertad         | 5     | 2  | 1   | 2   | 7   | 11   | 11    |
| 4   | Club Guaraní          | 5     | 2  | 1   | 2   | 7   | 4    | 5     |
| 5   | Sportivo Luqueño      | 5     | 1  | 1   | 3   | 7*  | 7    | 13    |
| 6   | Club Sol de América   | 5     | 1  | 1   | 3   | 4   | 8    | 10    |

- Sportivo Luqueño jako wicemistrz Paragwaju otrzymał jako bonus 3 punkty.

Do Copa Libertadores 2002 obok mistrza Paragwaju Cerro Porteño zakwalifikowały się dwa najlepsze kluby w turnieju Liguilla Hexagonal Pre-Libertadores 12 de Octubre Itaugua i Club Olimpia.